# Graeffea integra
Graeffea integra är en insektsart som beskrevs av Giglio-Tos 1910. Graeffea integra ingår i släktet Graeffea och familjen Phasmatidae. Inga underarter finns listade i Catalogue of Life.